# Жданкин, Иван Степанович
Ива́н Степа́нович Жда́нкин (1912—1978) — советский работник сельского хозяйства, Герой Социалистического Труда.

## Биография
Родился 21 января 1912 года родился в с. Алексеевка (ныне — в Грибановском районе Воронежской области). Отец Ивана в селе считался зажиточным крестьянином, так как имел мельницу, за что в начале 1930-х годов был раскулачен.
Участник Великой Отечественной войны. На фронт был призван 27 июня 1941 года. Его гвардейская часть[какая?] принимала участие во многих операциях, в том числе в Курской битве, во взятии Берлина. Имел боевые ранения.
После демобилизации свою судьбу связал с совхозом «Ударник» Чернышковского района Сталинградской области. Работал на разных должностях: трактористом, комбайнером, мастером-механизатором, бригадиром. За трудовые успехи неоднократно поощрялся совхозным руководством. В начале 1960-х годов ему вручили телевизор — первый в совхозе.
Ивану Степановичу Жданкину за получение высоких урожаев в 1958 году присвоено высокое звание Герой Социалистического Труда с вручением ордена Ленина и медали «Серп и Молот».
Умер 21 апреля 1978 года.

## Награды
- Герой  Социалистического Труда.
- Награждён орденом Ленина, за боевые заслуги награждён двумя орденами Красной Звезды, орденом Отечественной войны 2-й степени и медалями.
- За участие ВДНХ награждён двумя медалями комитета выставки.

## Память
- В 2005 году в центре посёлка Чернышковский был торжественно открыт Мемориал Героев, где установлены памятные доски с портретами Героев Социалистического Труда, Героев Советского Союза и России. Среди них — Н. Ф. Димитров[1].